# Angella Escudero
Angella Belén Escudero San Martín (Sullana, 29 de marzo de 1996) es una ingeniera industrial, presentadora de televisión, modelo y reina de bella peruana que ostenta el título de Miss Mundo Perú 2019.

## Primeros años y educación
Escudero nació en la ciudad de Sullana, y se crio en la ciudad de Piura, a pocos kilómetros de su ciudad natal. Ingresó al modelaje cuando era adolescente y siguió su carrera en la ciudad de Trujillo. Estando en esa ciudad, estudió ingeniería industrial en la Universidad Privada Antenor Orrego. 
Mientras continuaba trabajando como modelo, también desarrolló una carrera como presentadora de televisión. Participó en eventos para ayudar a niños y adolescentes que viven en situación de pobreza, y también se involucró en cruzadas de defensa del cuidado del medio ambiente en Perú. 

## Reinado
Debido a su ascendente carrera como modelo, Escudero participó en concursos de belleza juveniles en Piura. En ese contexto, fue seleccionada para participar en el Miss Mundo Perú 2019, tras ser coronada como Miss Piura de agosto de 2019. 
Representó al Perú en el certamen Miss Mundo 2019 en Londres, Reino Unido, donde no quedó finalista en la gala de la última noche.